# Abby Finkenauer

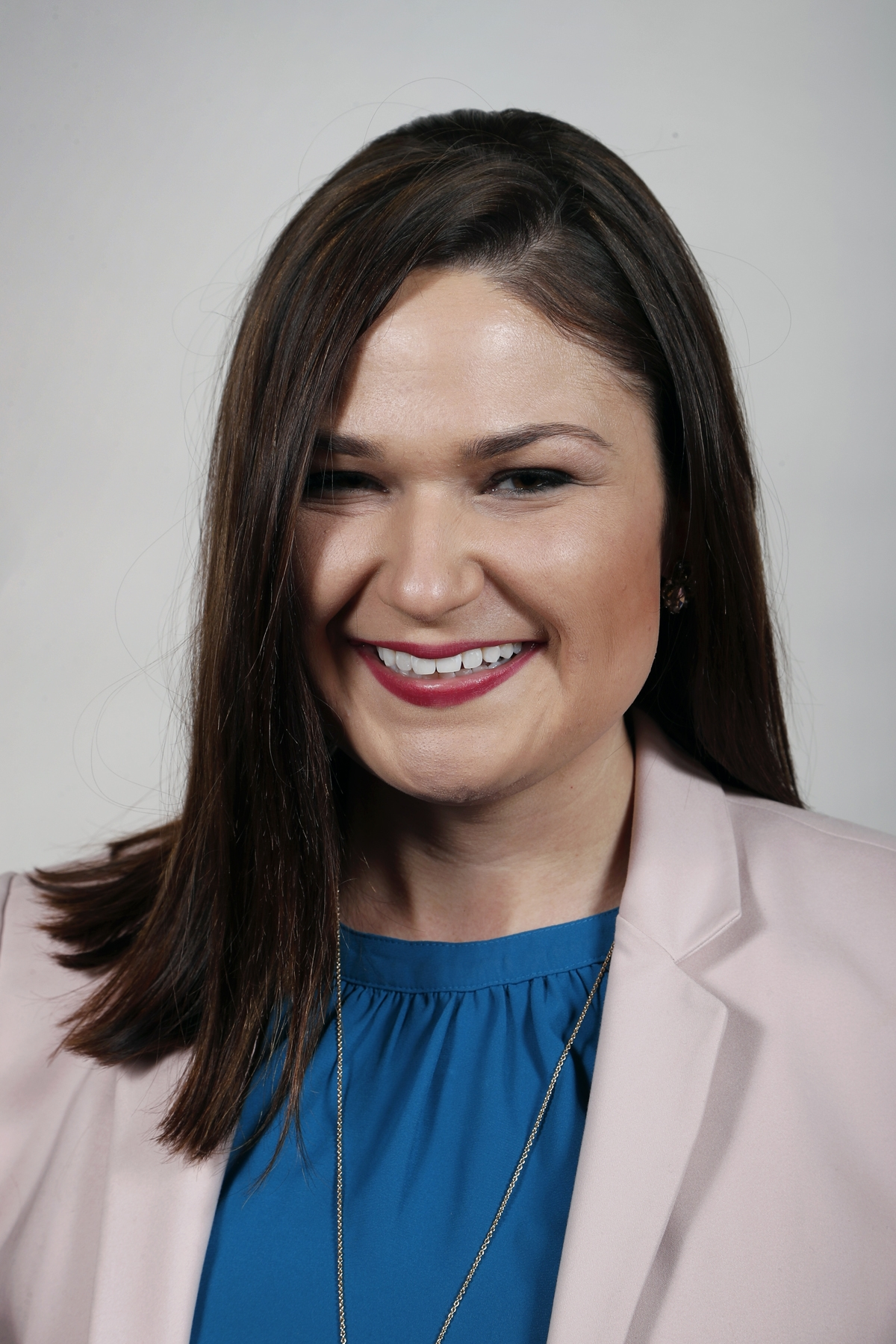
Abby Finkenauer (2017)

Abby Lea Finkenauer (* 27. Dezember 1988 in Dubuque, Iowa) ist eine amerikanische Beamtin und ehemalige Politikerin. Finkenauer gehört der Demokratischen Partei an und war vom 3. Januar 2019 bis zum 3. Januar 2021 Abgeordnete für den 1. Kongresswahlbezirk von Iowa im Repräsentantenhaus der Vereinigten Staaten. Zuvor gehörte sie noch dem Repräsentantenhaus von Iowa an. Seit dem 1. Dezember 2022 dient Finkenauer als Sondergesandte der Vereinigten Staaten für globale Jugendangelegenheiten.

## Leben
Abby Finkenauer wuchs in Dubuque in einer Arbeiterfamilie mit drei Geschwistern auf und besuchte dort die Highschool. Während ihrer Schulzeit war Finkenauer Pagin im US-Repräsentantenhaus und im Repräsentantenhaus von Iowa. Sie erwarb einen Bachelorgrad in Public Relations an der Drake University. Danach arbeitete sie bei der Community Foundation of Greater Dubuque, einer Art Bürgerstiftung. Zeitweise war sie auch Mitglied im Verwaltungsrat der Greater Dubuque Development Corporation, einer Gesellschaft zur Wirtschaftsentwicklung.
Seit 2012 war sie Mitarbeiterin im Repräsentantenhaus von Iowa.

## Politik
Finkenauer wurde 2014 für den 99. Wahlbezirk in das Repräsentantenhaus von Iowa gewählt. 2016 wurde sie ohne Gegenkandidaten wiedergewählt. Dort gehörte sie zu verschiedenen Zeiten den Ausschüssen für Transport, Handel, Wirtschaftswachstum und Verwaltungsaufsicht an. Ihre Amtszeit endet im Januar 2019. Bei den Wahlen zum US-Repräsentantenhaus 2018 trat Finkenauer im 1. Wahldistrikt in Iowa gegen den republikanischen Amtsinhaber Rod Blum an. Sie setzte sich in den demokratischen Vorwahlen mit 66,9 % der Stimmen gegen drei andere Bewerber durch. Die allgemeinen Wahlen gewann sie mit 50,9 % gegen Rod Blum, der 46 % erhielt. Bei den Wahlen 2020 verlor Finkenauer gegen die republikanische Kandidatin Ashley Hinson, womit sie zum 3. Januar 2021 aus dem Repräsentantenhaus ausschied.
Zur Wahl zum Senat der Vereinigten Staaten 2022 trat sie an, unterlag in der Vorwahl für die Nominierung der Demokratischen Partei aber Michael Franken.